# Onésime Dorval
Onésime Dorval, née le 3 août 1845 à Sainte-Scholastique et décédée le 10 décembre 1932 à Rosthern, est la première enseignante certifiée dans la province de la Saskatchewan au Canada. 
Elle est également une peintre talentueuse et une menuisière innovatrice. Elle devient l'enseignante de langue française la plus connue et la plus respectée dans les établissements des plaines du nord de la Saskatchewan. Elle est une pionnière de l'éducation bilingue,.

## Biographie

### Enfance
Onésime Dorval est née dans une famille métisse à Sainte-Scholastique dans les Laurentides de la province du Canada. Sa mère Esther Brunette et son père Ignace Dorval, un charpentier, vivent dans une ferme. La famille déménage à Saint-Jérôme lorsqu'elle a quatre ans. Elle est frêle et en mauvaise santé pendant toute son enfance.

### Éducation
Son éducation formelle commence à l'âge de dix ans dans une école de couvent dirigée par les Sœurs de Sainte-Croix à Sainte-Scholastique. Très bonne élève, elle devient enseignante suppléante à l'École Modèle de Saint-Jérôme à dix-huit ans, période pendant laquelle elle termine ses études, et obtient un brevet d'enseignement,.

### Vocation
Sa dévotion croissante à sa foi catholique romaine la conduit à rejoindre la congrégation des Sœurs de Sainte-Croix, qui sont à l’origine d’une école conventuelle à Saint-Jérôme. Éconduite à cause de sa mauvaise santé, Onésime Dorval se rend au monastère de la congrégation des Sœurs du Bon Pasteur à New York, où elle apprend la langue anglaise.
Avant de prononcer le dernier des trois vœux requis pour devenir religieuse, un supérieur lui reproche d’être trop sensible à la maladie, et de ne pas être en mesure d'assumer les fonctions qui lui seront demandées. Elle n’est alors pas autorisée à prononcer ses vœux définitifs, et est renvoyée du couvent.

### Fin de vie
Jusqu'à la fin de sa vie, Onésime Dorval poursuit ses activités missionnaires et son engagement communautaire, tout en rédigeant ses mémoires. Elle décède à l'hôpital de Rosthern, au sud-ouest de Duck Lake, le 10 décembre 1932. Une cérémonie funéraire a lieu le 13 décembre 1932 dans la chapelle attenante du pensionnat indien de St. Michael's, à laquelle assistent de nombreux membres des Premières Nations. Elle est enterrée sur le terrain du pensionnat indien de St. Michael.

## Enseignement missionnaire

### Fort Garry et les Territoires du Nord-Ouest
En 1876, alors que sa santé commence à s'améliorer, Onésime Dorval rencontre un missionnaire du nom d'Albert Lacombe, qui a établi en 1872 une mission à Fort Garry afin de promouvoir la colonisation du Manitoba,. Elle apprend de lui que Vital-Justin Grandin, évêque des missionnaires Oblats de Marie Immaculée à St-Albert, recherche des femmes catholiques romaines pour travailler comme enseignantes et femmes de ménage dans les missions de l'Ouest canadien.
En 1877, l'évêque accepte sa demande de travailler dans l'une des missions des Territoires du Nord-Ouest, et Onésime Dorval entreprend le long voyage vers la colonie de la rivière Rouge. Elle traverse tout d'abord le lac Supérieur en bateau de Sault Ste. Marie à l'est jusqu'à Duluth, et à l'ouest, d'où elle voyage en train jusqu'au port fluvial de Fishers Landing. Elle poursuit son périple par un trajet en bateau à vapeur le long de la rivière Rouge jusqu'à Saint-Boniface, où elle arrive à la fin du mois d'août, accompagnée d'une orpheline nommée Marie Giroux, qu'elle adopte.
En raison des conflits dans les Prairies et du voyage imminent de Vital-Justin Grandin en France pour obtenir des fonds supplémentaires, Onésine Dorval s'arrête à Fort Garry dans la Baie-St-Paul, où elle enseigne aux enfants métis jusqu'en 1880,avant de poursuivre son voyage vers l'ouest. Elle s'arrête brièvement à Fort Carlton et Fort Pitt en route vers Fort-des-Prairies. Elle devait rester avec les Sœurs Grises, mais compte tenu du manque de place et de logements, elle se rend au lac Sainte-Anne, où Albert Lacombe dirige une mission de 1852 à 1861.

### Saint-Laurent de Grandin
Au printemps suivant, Onésine Dorval et Marie Giroux reviennent partiellement sur leurs pas, et arrivent à Saint-Laurent de Grandin. Pendant son séjour, Onésine Dorval réussit à convaincre le frère Piquet d'ériger une statue dans un tronc d'arbre. Lorsque celle-ci est achevée, elle et le père Fourmond récitent le rosaire aux enfants, une tradition encore pratiquée aujourd'hui. 
Onésime Dorval passe deux années à Saint-Laurent de Grandin jusqu'à ce que les Compagnons fidèles de Jésus ouvrent une école au couvent en juin 1883. Les documents de la mission indiquent qu'elle est connue et aimée pour sa gentillesse et ses talents d'enseignante. 
Elle quitte la mission après avoir été recrutée par le père Bigonesse pour enseigner à l'école Saint-Vital de Battleford. Elle arrive le 2 septembre 1883, et travaille comme enseignante et cuisinière pour la mission jusqu'en 1896. Elle aide à établir l'école, et utilise ses compétences en menuiserie pour participer à sa construction et à la fabrication de meubles. 
Pendant la rébellion du Nord-Ouest en 1885, les résidents de la mission se réfugient à Fort Battleford, désigné lieu historique national du Canada en 1923, afin de commémorer son rôle dans la rébellion,. 

### Batoche

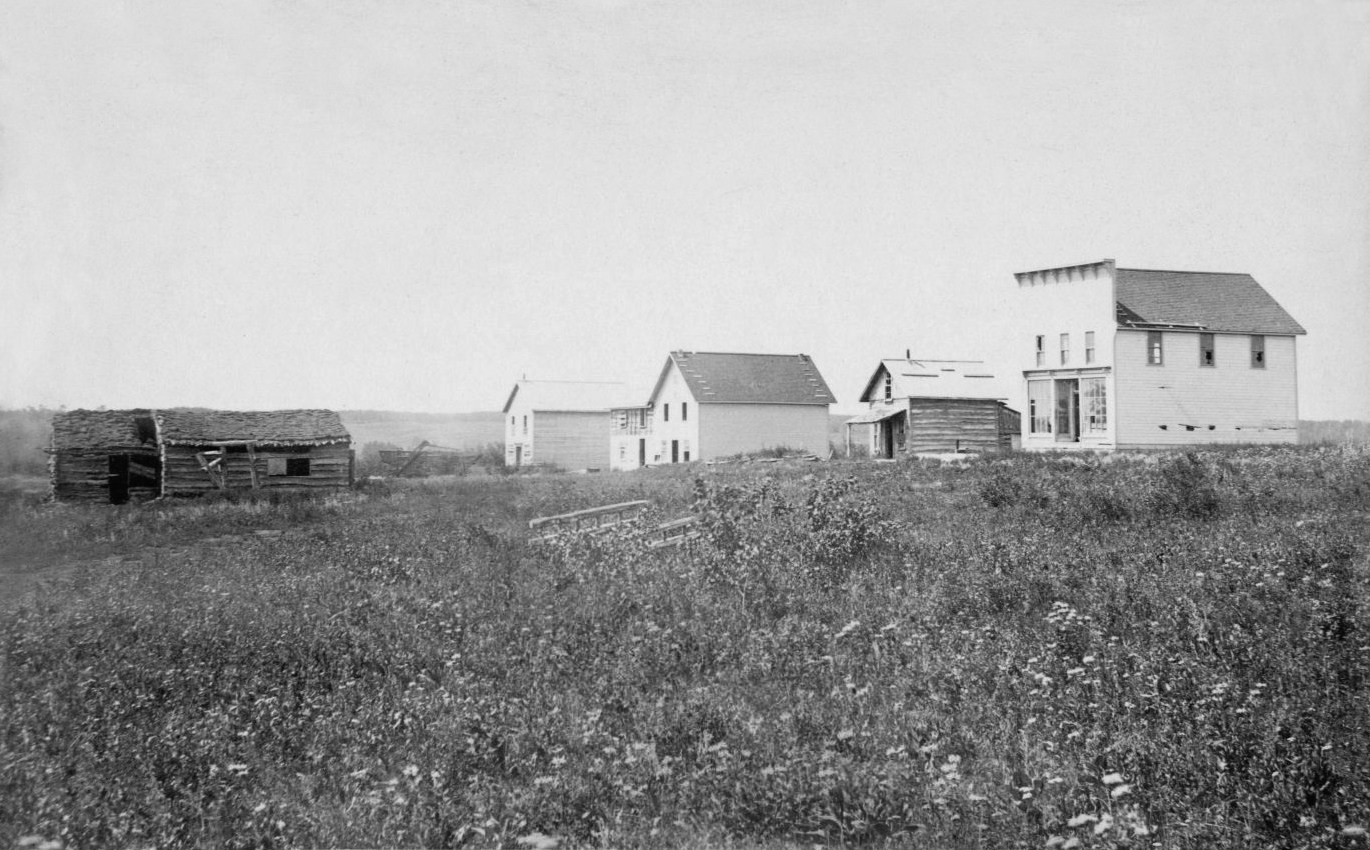
Vue du village de Batoche, Territoires du Nord-Ouest, vers 1885.

En 1896, Onésine Dorval s'installe dans la communauté métisse de Batoche, composée de nombreux anciens résidents de Saint-Laurent de Grandin. Elle partage avec le père Julien Moulin, l'usage d'un presbytère, un bâtiment qui existe toujours dans le lieu historique national de Batoche.   
En complément de l'enseignement habituel, elle donne des cours d'artisanat et de musique, à l'aide d'un harmonium. Elle effectue des tâches ménagères pour le père Moulin, et fournit le gîte et le couvert à certains enfants. Les enfants sont logés dans le presbytère, les filles dans une annexe avec Onésime Dorval, et les garçons dans la salle à manger ou dans une remise derrière l'annexe. 
Le 19 août 1913, les Sœurs de la Présentation de Marie organisent une célébration pour souligner les cinquante ans d'enseignement d'Onésime Dorval, qui se tient à Duck Lake, au pensionnat St. Michael, et à laquelle assistent Vital-Justin Grandin, Julien Moulin, ainsi que des vicaires et de nombreux missionnaires des missions environnantes. 
Communauté prospère à son arrivée, Batoche connaît de nombreuses difficultés économiques et sociales au début des années 1900, dont certaines sont précipitées par le contournement de la communauté par le chemin de fer du Canadien Pacifique. La tuberculose a également eu un impact conséquent sur la population de Batoche. Avec la communauté en déclin et peu d'enfants auprès de qui enseigner, Onésime Dorval déménage en 1914 à Duck Lake. Elle enseigne pendant un an à Notre-Dame-de-Pontmain à Aldina, près de Marcelin, puis retourne à Saint-Laurent de Grandin où elle enseigne de 1915 à 1921, avant de prendre sa retraite avec la congrégation des Sœurs de la Présentation de Marie à Duck Lake,. 

## Héritage

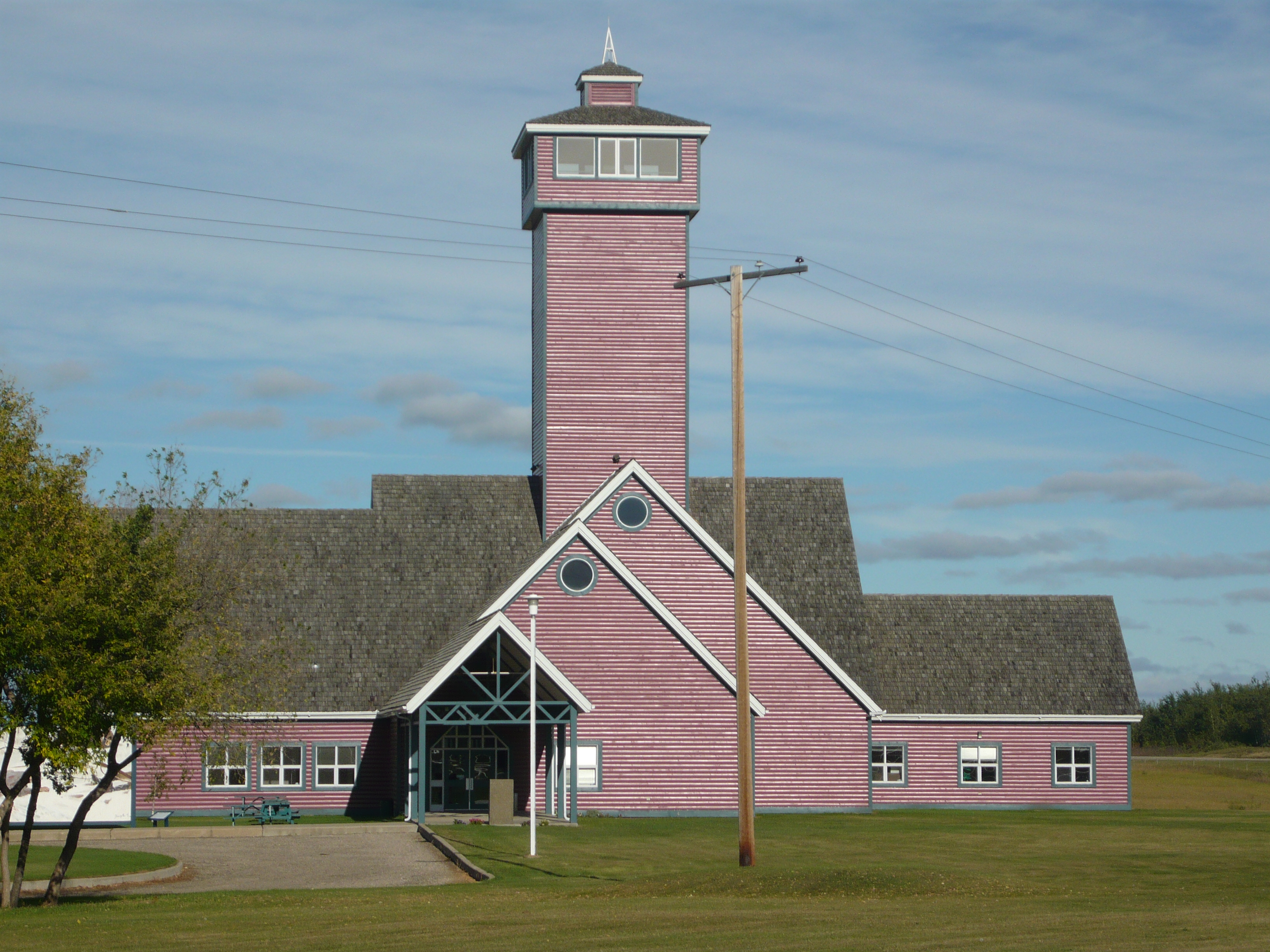
Centre d'interprétation régional de Duck Lake, Duck Lake, Saskatchewan, Canada, en 2009.

Le 7 juin 1954, Onésime Dorval est inscrite dans le registre des personnes d'importance historique nationale, un registre de personnes désignées par le gouvernement du Canada comme étant d'importance nationale dans l'histoire du pays.
Deux plaques commémoratives sont installées en son honneur, dont une à Duck Lake, dévoilée le 29 octobre 2002 par Sheila Copps. L'harmonium qu'elle utilisait pour enseigner la musique se trouve maintenant au Centre d'interprétation régional de Duck Lake, et l'une de ses peintures est accrochée au lieu historique national de Batoche,.
Le gouvernement de la Saskatchewan a officiellement nommé quatre petites îles de la rivière Saskatchewan Nord en son honneur, le 9 août 1969. Les îles Dorval sont situées à 52º39'N 108º9'W, au sud-est et en aval de Battleford et North Battleford, et au nord-ouest de Denholm.